# 北極圈

蓝色虚线圆圈就是北极圈

北极圈是指纬度数值为北纬66°34′(90°-23°26′) 的一个假想圈，是北寒带与北温带的分界线，与黄赤交角（南回歸線、北回归线所在的纬度数值）余角。北极圈以北的地区被称为“北极圈内”。通常，北极圈内的地区被叫做北极地区，由北冰洋以及周边陆地组成，其陆地部分包括了格陵蘭、北歐三國、冰島格里姆塞岛、俄羅斯北部、美國阿拉斯加北部以及加拿大北部。北极圈内島嶼很多，最大的是格陵蘭岛。由於嚴寒，北极圈以內的生物種類很少。植物以地衣、苔蘚為主，動物有北極熊、海豹、鯨等。
北极圈也是极昼和极夜现象开始出现的界线，北极圈以北的地区在夏天会出现极昼，而在冬天会出现极夜。

## 极昼和极夜
极昼和极夜（又称永昼、永夜）是地球两极地区特有的现象，是指一天24小时之内全都是白天（极昼）或黑夜（极夜）。北极圈是北半球内仅有的可能发生极昼极夜的地方。每年的公历3月21日左右，也就是春分的时候，太阳直射赤道。这一天後，北极圈内开始出现极昼。一开始只有北极点，然后逐渐扩大到整个北极圈范围。6月22日前后，夏至日时，太阳直射北回归线（北緯23°26′），这时北半球极昼范围达到最大，为北极圈以北的全部地方。之后，极昼范围慢慢缩小，到了9月23日左右秋分後，只有北极点有极昼。这一天过后极夜开始，最初也是在北极点，然后延伸到整个北极圈范围。12月22日前后冬至时，太阳直射南回归线，整个北极圈以北的区域都是极夜。接着极夜范围逐渐回缩，到了第二年的3月21日前后，即春分时极夜结束，而极昼重新开始。
北极圈内的地方，纬度越高，出现极昼极夜的时间就越长。北极点附近的地方一年有近一半的时间是极昼，另一半是极夜。圈内靠近北极圈的地方则只有几天的极昼极夜。
但是，由于太阳折射的原因，北极圈内的极昼时间会比理论上长一些，极夜时间会比理论上短一些，北极点在9月25日前后才会日落，3月18日前后就提前日出。而在北极圈边缘，会出现夏天有极昼，冬天没有极夜的情况。
北极圈内的地方太阳永远无法直射，太阳高度也不高，在夏至日的时候达到最大高度。纬度为{\displaystyle \alpha }的地方，太阳高度角最大为113°26′{\displaystyle -\alpha }，小于46°52′。

## 气候
由于北极圈内日照短暂，太阳高度不大（阳光穿过的大气层厚度增加，导致反射和散失的热量增多），以及地表冰盖对阳光的反射，使得终年寒冷，属于冬季严寒、夏季凉爽的气候。冷空气在进入北极圈内之后变冷沉降，形成了极圈内的极地高压带。从极地高气压区流向低纬度的空气，由于地球自转偏向力的作用，一律偏东，在北极圈内的地区形成东北风（从东北吹向西南），叫作极地东风带。在北极圈附近，极地东风携带的冷空气向下沉降，造成近地面的东北风，而从低纬度北上的暖空气与北面来的极地冷空气相遇，形成锋面，称为极锋。暖空气由于较轻，爬升到较重的南下冷气流之上，形成副极地上升气流。上升气流在高空又分为南向和北向流动的两个分支。向南的一支在北纬30°左右再度下沉，构成了北半球的中纬度环流圈。向北的一支到了北极点附近沉降，完成高纬度环流圈。由于副极地上升气流的影响，北极圈附近的气压较低，称为副极地低压带。但是在亚欧大陆，冬季时的蒙古-西伯利亚高压影响强烈，使得亚欧大陆和北美洲北部都是亚寒带大陆性气候，副极地低压只能保留在海洋上面。

## 植被
北极圈和北半球七月时的10℃等温线大致一样，而后者与北极树木线基本重合，因此这三者都可以作为定义北极地区的标准。北极圈附近是亚寒带针叶林带（泰加林带）和北极苔原之间的过渡地带，由于土壤冻结、寒风呼啸，树木已难以成长。从南往北，连续成片的森林开始消失，取而代之的是稀疏的乔木-灌木混杂植被，最后只剩苔藓和地衣，变成苔原地貌。

## 人類在北極的活動
基於氣候因素，目前只有約四百萬人居住在北極圈以內，而當中大約有一成為當地原住民。北極圈幾個最大的人類居民點為： 俄羅斯摩爾曼斯克（295,374人）、 俄羅斯諾里爾斯克（178,018人）、 挪威特羅姆瑟（75,638人）、 俄羅斯沃爾庫塔（58,133人）、 瑞典基律納（22,841人）。距離北極圈最近的最大居民點為 芬兰羅瓦涅米（62,667人），僅僅比北極圈南六公里。
部份國土在北極圈以北的國家被稱為環北極國家，包括俄罗斯、芬兰、挪威、丹麥王國（格陵蘭）、瑞典、加拿大、美国（阿拉斯加）及冰島。

## 參见
- 北極理事會
- 北冰洋
- 南极圈
- 南极洲
- 寒带